# Хедвиг фон Мюнстерберг-Оелс
Хедвиг фон Мюнстерберг-Оелс (на чешки: Hedvika Minstrberská; на немски: Hedwig von Münsterberg-Oels, * 10 или 12 юни 1508 в Олешница, † 28 ноември 1531 в Легница) е по рождение херцогиня на Мюнстерберг и Оелс (Олешница) също графиня на Клодзко (Глац) и чрез женитба маркграфиня на Бранденбург-Ансбах.
Тя е дъщеря на херцог Карл I фон Мюнстерберг, който е внук на бохемския крал Иржи (Подебради). Нейната майка е Анна, дъщеря на Йохан II (Ян II), последният херцог на Саган.
Хедвиг се омъжва на 9 януари 1525 г. в Оелс за маркграф Георг фон Бранденбург-Ансбах (1484–1543) от род Хоенцолерн. Тя е втората му съпруга. Те имат две дъщери:
- Анна Мария (1526–1589)

∞ 1544 херцог Христоф фон Вюртемберг (1515–1568).
- Сабина (1529–1575)

∞ 1548 курфюрст Йохан Георг фон Бранденбург (1525–1598)
Хедвиг умира в Легница (Лигниц) и е погребана там.